# Organo della chiesa di San Michele a Zwolle

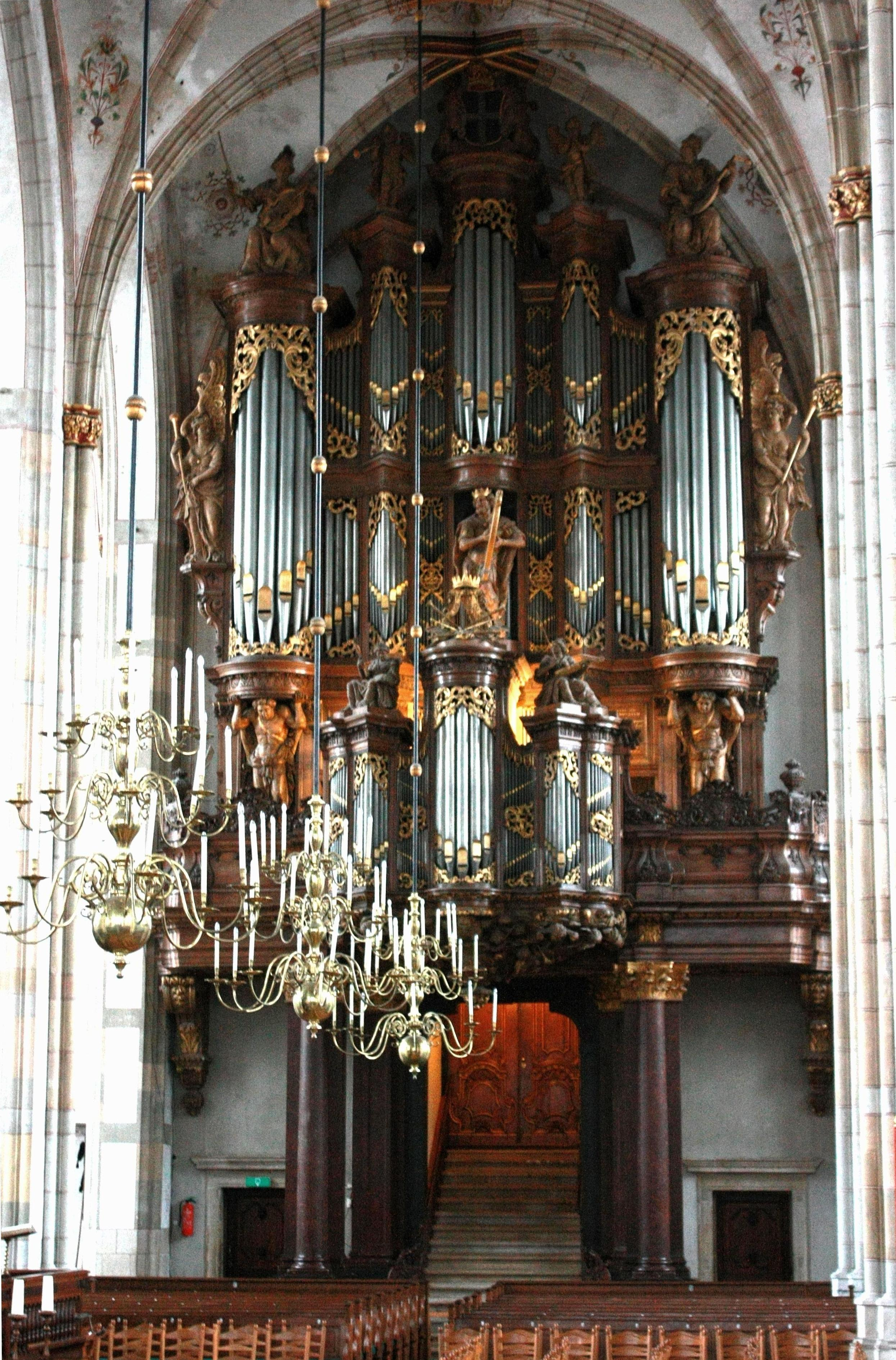
L'organo della chiesa di San Michele a Zwolle.

Con organo della chiesa di San Michele ci si riferisce a un organo monumentale costruito a Zwolle, nei Paesi Bassi.

## Storia
Le prime notizie circa la presenza di un organo all'interno della chiesa di San Michele a Zwolle risalgono al 1505, quando venne citato uno strumento da tre manuali e pedaliera realizzato da un non meglio identificato Johan meister. I superiori della chiesa, nel 1641, decisero di rinnovare l'organo, affidando i lavori a Jan Morlet III. Questi rese indipendenti le due file di canne più basse del blokwerk, in modo da poterle suonare anche con la pedaliera, concludendo i lavori nel 1643.
Nel 1682 la torre campanaria della chiesa crollò, danneggiando irreparabilmente lo strumento. La chiesa restò senza organo fino al 1718, quando Bernard e Thomas Huet, due ricchi commercianti, fecero una generosa donazione per la realizzazione di un nuovo strumento. I superiori della chiesa contattarono allora il celebre organaro Arp Schnitger, affidandogli, il 23 dicembre 1718, l'incarico per la costruzione dell'organo. Dopo aver elaborato il progetto, il contratto venne firmato ufficialmente il 3 gennaio 1719 da Franz Caspar Schnitger, figlio di Arp.
Secondo il progetto originario doveva trattarsi di un organo da 46 registri, tre tastiere e pedaliera. Tutto il materiale necessario (metalli, legna, pietre) doveva essere fornito dal comune. Dopo aver ulteriormente perfezionato il progetto, la costruzione iniziò nell'aprile 1719. Arp Schnitger, tuttavia, morì nel luglio dello stesso anno, senza vedere il termine dei lavori. Un'ultima versione del progetto, approvata il 30 aprile 1720, prevedeva la costruzione di quattro tastiere e 63 registri. Nel settembre 1721 l'organo venne completato e fu ispezionato da Evert Havercamp, Nicholas Woordhouder ed Aeneas Egbertus Veldcamps, i quali lodarono lo strumento, ma suggerirono alcune modifiche. I fratelli Schitger, però, lasciarono immutato il loro organo.
Nel corso del tempo l'organo venne sottoposto a regolare manutenzione, ma, specialmente nel XIX secolo, fu anche soggetto a numerose manipolazioni che ne alterarono, secondo i diversi gusti estetico-musicali del momento, le caratteristiche foniche. Al termine della seconda guerra mondiale i superiori della chiesa ritennero necessario un intervento di restauro, affidando lo strumento alle cure dell'organaro Dirk Andries Flentrop, il quale, negli anni 1953-55, cercò di riportare lo strumento al suo stato originario del 1721. Nel 1985-89 Flentrop riparò i somieri, fece una ripulitura generale e restaurò i quattro mantici. Un ulteriore intervento risale al 2000-01, quando Flentrop reintonò lo strumento, rendendolo conforme agli standard del periodo barocco.

## Caratteristiche tecniche
La trasmissione è interamente meccanica, l'aria è fornita da quattro mantici a cuneo, il corista del La corrisponde a 502 Hz e il temperamento è equabile. La disposizione fonica è la seguente:
| Prima tastiera - Rugwerk |     |
| Praestant                | 8'  |
| Roerfluit                | 8'  |
| Quintadena               | 8'  |
| Octaav                   | 4'  |
| Fluit                    | 4'  |
| Quintfluit               | 3'  |
| Superoctaav              | 2'  |
| Sexquialtera             | II  |
| Scherp                   | IV  |
| Cimbel                   | III |
| Hautbois                 | 16' |
| Schalmey                 | 8'  |
| Tremulant                |     |

| Seconda tastiera - Hoofdwerk |     |
| Praestant                    | 16' |
| Quintadena                   | 16' |
| Octaav                       | 8'  |
| Roerfluit                    | 8'  |
| Octaav                       | 4'  |
| Speelfluit                   | 4'  |
| Nasaat                       | 3'  |
| Superoctaav                  | 2'  |
| Ruyschpyp                    | II  |
| Mixtuur                      | VI  |
| Sexquialtera                 | II  |
| Cimbel                       | III |
| Trompet                      | 16' |
| Trompet                      | 8'  |
| Vox humana                   | 8'  |
| Tremulant                    |     |

| Terza tastiera - Onderwerk |    |
| Viola                      | 8' |
| Praestant                  | 8' |
| Holpijp                    | 8' |
| Quinta                     | 6' |
| Octaav                     | 4' |
| Holfluit                   | 4' |
| Quinta                     | 3' |
| Woudfluit                  | 2' |
| Superoctaav                | 2' |
| Tertiaan                   | II |
| Siflet                     | 1' |
| Scherp                     | V  |
| Viola da gamba             | 8' |
| Trompet                    | 4' |
| Tremulant                  |    |

| Quarta tastiera - Borstwerk |        |
| Fluitgedekt                 | 8'     |
| Praestant                   | 4'     |
| Roerfluit                   | 8'     |
| Spitsfluit                  | 3'     |
| Gemshoorn                   | 2'     |
| Superoctaav                 | 2'     |
| Quintanus                   | 1' 1/2 |
| Nachthoorn                  | 1'     |
| Sexquialtera                | II     |
| Mixtuur                     | IV     |
| Dulciaan                    | 4'     |
| Regaal                      | 8'     |
| Tremulant                   |        |

| Pedaal      |      |
| Praestant   | 16'  |
| Subbas      | 16'  |
| Octaav      | 8'   |
| Holpijp     | 8'   |
| Superoctaav | 4'   |
| Vlakfluit   | 2'   |
| Mixtuur     | VIII |
| Fagot       | 32'  |
| Bazuin      | 16'  |
| Trompet     | 8'   |
| Trompet     | 4'   |
| Cornet      | 2'   |
| Tremulant   |      |